# هولميوم
الهولميوم عنصر كيميائي له الرمز Ho والعدد الذري 67 في الجدول الدوري وهو من اللانثانيدات ويعتبر عنصر أرضي نادر. تم اكتشاف الهولميوم من قبل الكيميائي السويدي بير تيودور كليفه. تم عزل أول أكسيد الهولميوم لأول مرة من خامات الأتربة النادرة في عام 1878. أتى اسم العنصر من هولميا Holmia، وهو الاسم اللاتيني لمدينة ستوكهولم.